# Глинос, Димитрис
Димитрис Глино́с (греч.  Δημήτρης Γληνός Смирна, 22 августа 1882 — Афины, 23 декабря 1943) — греческий педагог, писатель и политик.
Один из пионеров языковой реформы в системе образования сегодняшней Греции.
Деятель компартии Греции и Движения Сопротивления.
Международное Бюро Образования (International Bureau of Education) при ЮНЕСКО  включило Глиноса в список 100 самых значительных интеллектуалов, политиков, публицистов и т. д. всего мира, которые своими работами и своей деятельностью внесли значительный вклад в дело образования с эпохи зари человеческой цивилизации до наших дней.

## Молодость

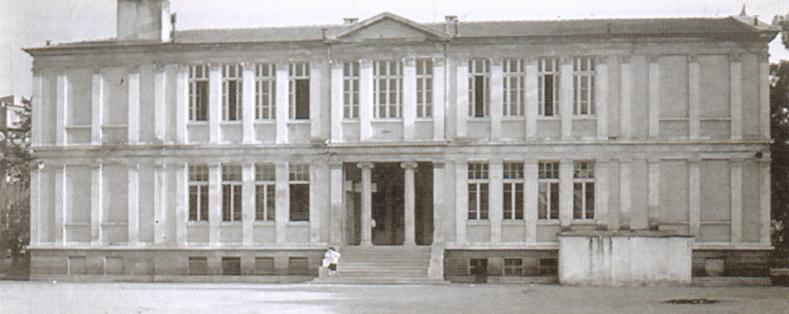
Основное здание Эвангелической Школы, в которой учился Глинос. (Снимок сделан незадолго до резни и разрушения Смирны турками в 1922 году).

Димитриос Глинос родился в османской Смирне. Окончил с отличием Евангелическую Школу Смирны. В 1899 году отправился в Греческое королевство и поступил на философский факультет Афинского университета. В этот период он ещё был сторонником «чистого языка» (кафаревусы). В 1904 году присоединился к движению сторонников современного разговорного языка (димотика) и стал членом общества «Нация и Язык». В 1905 году, защитив с отличием докторскую диссертацию, возглавил дирекцию смирненской «Школы Анаксагора» а затем «Греко-германский лицей» Смирны. Однако его многочисленные публичные выступления и публикации в защиту димотики вызвали бурную реакцию и он был вынужден покинуть Смирну (1908).

## Германия
Глинос продолжил свою учёбу в Иене и Лейпциге в Германии, посещая уроки философии, педагогики и экспериментальной психологии.
Одновременно, в этот период он познакомился с Г. Склиросом, и через него подвергся начальному влиянию социалистической идеологии и марксизма.
Переписываясь с Ионом Драгумисом и другими сторонниками димотики, Глинос принял участие в создании «Образовательного Общества» (1910).

Первоначальной целью «Общества» было написание учебников на димотике и создание экспериментально-образцовой начальной школы, с целью претворения в жизнь педагогических идей сторонников демотики в начальном образовании.

## Возвращение в Грецию

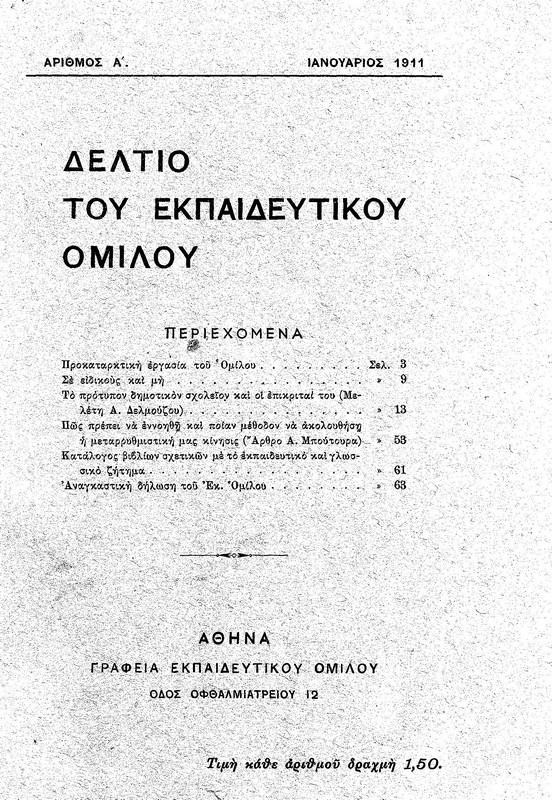
Первый номер Бюллетеня Образовательного Общества (1911), редакцию которого возглавлял Глинос

В 1911 году Глинос, не располагая более средствами к жизни, бросил учёбу. Вернувшись в Грецию, был назначен первоначально учителем гимназии в афинском районе Плака, а затем преподавателем в «Лицее Арскакиса» в Афинах. Одновременно он возглавил редакцию издания Бюллетеня Образовательного Общества в котором также публиковал свои статьи по вопросам образования
.
В 1912 году был назначен директором «Училища Среднего Образования». Находясь на этом посту, в следующем году, в сотрудничестве с министром образования И. Циримокосом (правительство Элефтериоса Венизелоса), был главным лицом и ответственным образовательной реформы 1913 года, выраженной т. н. «Законопроектами Циримокоса». Законопроекты были представлены, однако после голосования в парламенте не были приняты

В 1914 году он был среди инициаторов создания «Образовательной Ассоциации работников Среднего Образования», являясь одновременно директором журнала Агоги(Образование, воспитание).
Сотрудничая с лингвистами М. Триандафиллидисом) и Александром Делмузосом, он принял участие в Образовательном Комитете, который сформировал Э. Венизелос для рассмотрения вопроса образовательной реформы и представления предложений.
После отставки Венизелоса, Глинос был уволен со своего поста и во время событий ноября 1916 года (см. Национальный раскол) был арестован за оскорбление короля и заключён на месяц в тюрьму.
В январе 1917 года, после своего освобождения, уехал в Салоники, где стал советником в Министерстве образования в временном Правительстве Национальной Обороны в Салониках (1917) и Генеральным секретарём этого министерства
В этот период он начал осуществлять образовательную реформу 1917 года, внедряя указ о внедрении димотики в начальное образование, став таким образом пионером т. н. «языковой образовательной реформы».
После поражения Венизелоса на выборах ноября 1920 года, Глинос подал в отставку со своего поста и вновь активизровался в «Образовательном Обществе»

Революционное правительство 1922 года вернуло его в министерство, но последовавший диктаторский режим генерала Т. Пангалоса уволил его в январе 1926 года. С тех пор Глинос не возвращался на государственную службу.
С 1926 года издавал журнал Анагенниси (Возрождение), в котором, среди прочих, была издана Аскетика Н. Казандзакиса.
В 1928 году Глинос предстал перед судом, поскольку был сочтён ответственным за инциденты, происшедшие во время лекции известного греко-румынского писателя Панаита Истрати (Глинос был организатором лекции, вместе с Н. Казандзакисом).

## Политик
Глинос постепенно сблизился с левыми силами и политическими позициями компартии Греции.
В 1927 году, в Декларации Административного комитета Образовательного Общества, Глинос связал педагогическое движение с социалистическими представлениями.
С 1930 года начал активно заниматься политикой. В 1934 году, вместе со своим другом Костасом Варналисом, совершил поездку в Советский Союз. По возвращении опубликовал свои впечатления в многочисленных продолжениях в газете Неос Космос (Новый Мир)
В 1935 году, за свою политическую деятельность, был сослан на остров Агиос Эвстратиос диктаторским режимом генерала Г. Кондилиса, а затем на остров Санторин диктаторским режимом генерала И. Метаксаса.
В 1936 году был избран депутатом Парламента эллинов, сотрудничая с компартией Греции.

## Сопротивление

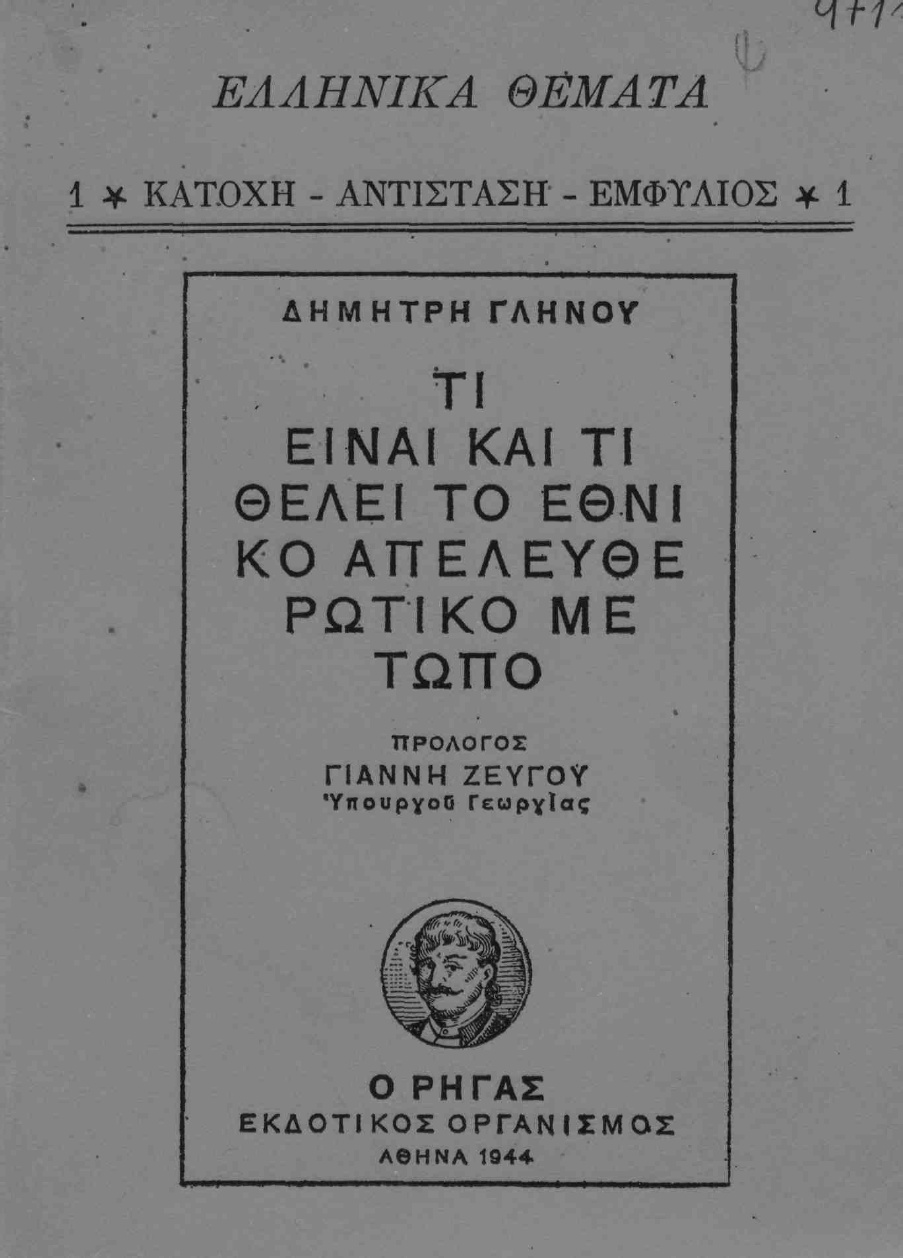
Манифест Национально-освободительного фронта 'Что такое ЭАМ и что он хочет', переизданный в мае 1944 года подпольным изданием Ригас.

С началом тройной, германо-итало-болгарской, оккупации Греции, Глинос был одним из главных лиц, принявших участие в процессе создания  Национально-освободительного фронта (ЭАМ) и написал его идеологический политический манифест «Что такое ЭАМ и что он хочет?», именуемый сегодня евангелием освободительной борьбы.
Одновременно он вступил в компартию Греции и был избран членом Политбюро партии.
Глинос умер в Рождество 1943 года, после операции, перед самым своим уходом в «Свободную Грецию», где он должен был возглавить «правительство гор».
Собственно на операцию он решился, чтобы перед уходом в горы радикально решить, мучивший его, вопрос здоровья.
30 декабря 1943 года, на первой странице и в чёрной рамке, издаваемая в подполье газета греческих коммунистов Ризоспастис, опубликовала Объявление Политбюро ЦК партии о смерти «избранного представителя греческой интеллигенции» и члена ЦК партии: …..Греческий народ потерял одного из самых храбрых борцов освободительной борьбы и строителя новогреческой культуры, греческая наука и интеллигенция своего самого передового представителя, наша партия одного из самых любимых своих вождей.

## Работы
Будучи членом «Образовательного Общества» с 1911 года и ряд лет одним из его руководителей, Глинос публиковал в 'Бюллетене' Общества и в журнале 'Анагенниси' философские и педагогические исследования.
Среди этих работ: Созидательный историзм (1920), Женский гуманизм (1921), Свиньи хрюкают (1921), Незахороненный мёртвый (1925) и др..
Будучи сослан в село Пиргос острова Санторин диктаторским режимом генерала Метаксаса (1936—1940), он написал Трилогию Войны, а раньше, находясь в ссылке на острове Анафи, он написал «Диаграмму диалектической философии» (октябрь 1936), как черновик для большого исследования о «Диалектическом материализме»
В 1940 году Глинос переложил на современный язык Софиста Платона.

## Память
Именем «Димитрис Глинос» названы Союз студентов факультета экономических и политических наук Афинского университета, Союз студентов факультета менеджмента Университета Эгейского моря, Училище начального образования при Университете Аристотеля в Салониках, Общество преподавателей начального образования, 2-я гимназия Святого Дмитрия, а также Вечерняя гимазия-лицей Фив.
Именем Глиноса также названы улицы во многих городах Греции, включая многие муниципалитеты македонской столицы, города Фессалоники, афинские Глифада и Неа Иония и др.